# Адольфо Неф
Адольфо Неф (ісп. Adolfo Nef, нар. 18 січня 1946, Лота) — чилійський футболіст, що грав на позиції воротаря, зокрема за клуби «Універсідад де Чилі» та «Коло-Коло», у складі який сумарно чотири рази ставав чемпіоном Чилі, а також за національну збірну Чилі.

## Клубна кар'єра
У дорослому футболі дебютував 1963 року виступами за команду клубу «Лота Швагер» з рідного міста, в якій провів два сезони. 
Своєю грою за цю команду привернув увагу представників тренерського штабу клубу «Універсідад де Чилі», до складу якого приєднався 1965 року. Відіграв за команду із Сантьяго наступні висім сезонів своєї ігрової кар'єри. Більшість часу був основним голкіпером команди і здобув у її складі три титули чемпіона Чилі.
1973 року уклав контракт з клубом «Коло-Коло», у складі якого провів наступні вісім років своєї кар'єри гравця. З цією командою учетверте в кар'єрі став переможцем національної футбольної першості.
Згодом з 1981 по 1987 рік грав за «Універсідад Католіка» та «Депортес Магальянес».
Завершив професійну ігрову кар'єру у клубі «Сан-Луїс де Кільйота», за команду якого виступав протягом 1987 року.

## Виступи за збірну
1969 року дебютував в офіційних матчах у складі національної збірної Чилі. 
У складі збірної був учасником чемпіонату світу 1974 року у ФРН, де був резервистом Леопольдо Вальєхоса і на поле не виходив. Наступного став срібним призером Кубка Америки 1975, де захищав ворота чилійців у двох матчах.
Загалом протягом кар'єри у національній команді, яка тривала 9 років, провів у формі головної команди країни 42 матчі.

## Титули і досягнення
- Чемпіон Чилі (3):

«Універсідад де Чилі»:  1965, 1967, 1969
«Коло-Коло»:  1979